# Brežanik
Brezhanik en albanais et Brežanik en serbe latin (en serbe cyrillique : Брежаник) est une localité du Kosovo située dans la commune/municipalité de Pejë/Peć et dans le district de Pejë/Peć. Selon le recensement kosovar de 2011, elle compte 715 habitants.

## Démographie

### Évolution historique de la population dans la localité
| 1948 | 1953 | 1961 | 1971 | 1981  | 1991  | 2011 |
| ---- | ---- | ---- | ---- | ----- | ----- | ---- |
| 475  | 498  | 694  | 868  | 1 172 | 1 415 | 715  |

|  |

### Répartition de la population par nationalités (2011)
En 2011, les Albanais représentaient 87,97 % de la population et les Bosniaques 8,67 %.